# 58. ročník udílení Filmových cen Britské akademie
58. ročník udílení Filmových cen Britské akademie se konal v Odeon Leicester Square v Londýně 12. února 2005. Moderátorem ceremoniálu byl Stephen Fry. Ocenění se předávalo nejlepším filmům a dokumentů britským i mezinárodním, které se promítali v britských kinech v roce 2004.

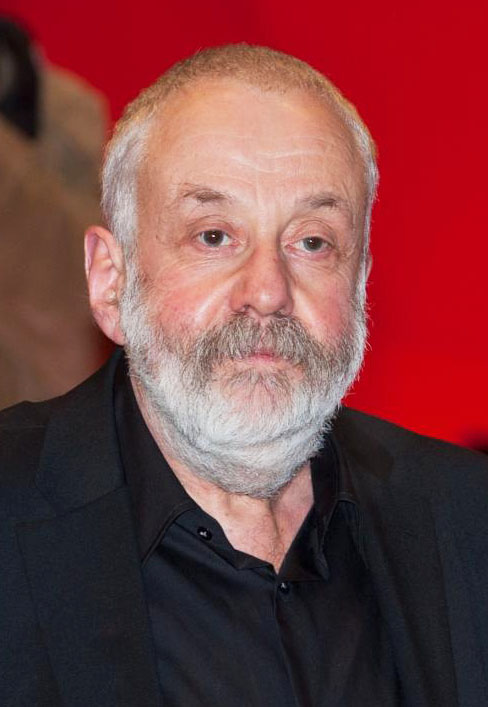
Mike Leigh – vítěz v kategorii nejlepší režisér

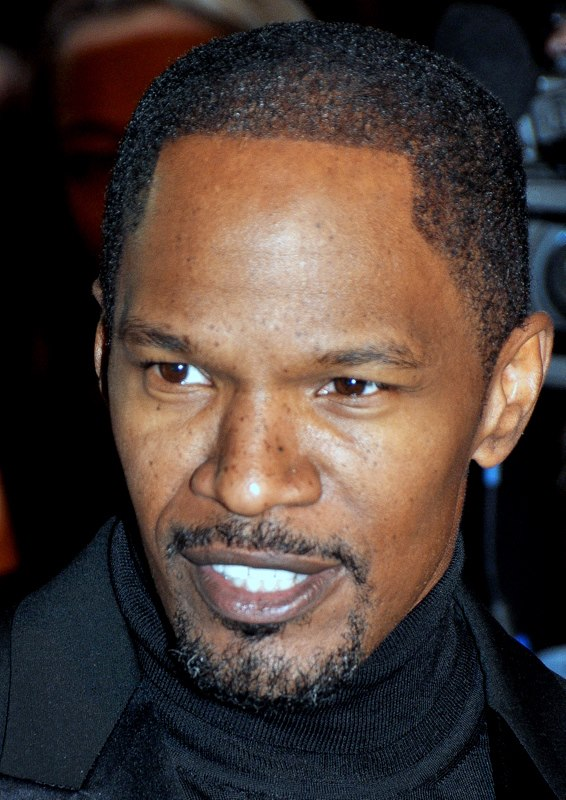
Jamie Foxx – vítěz v kategorii nejlepší herec v hlavní roli

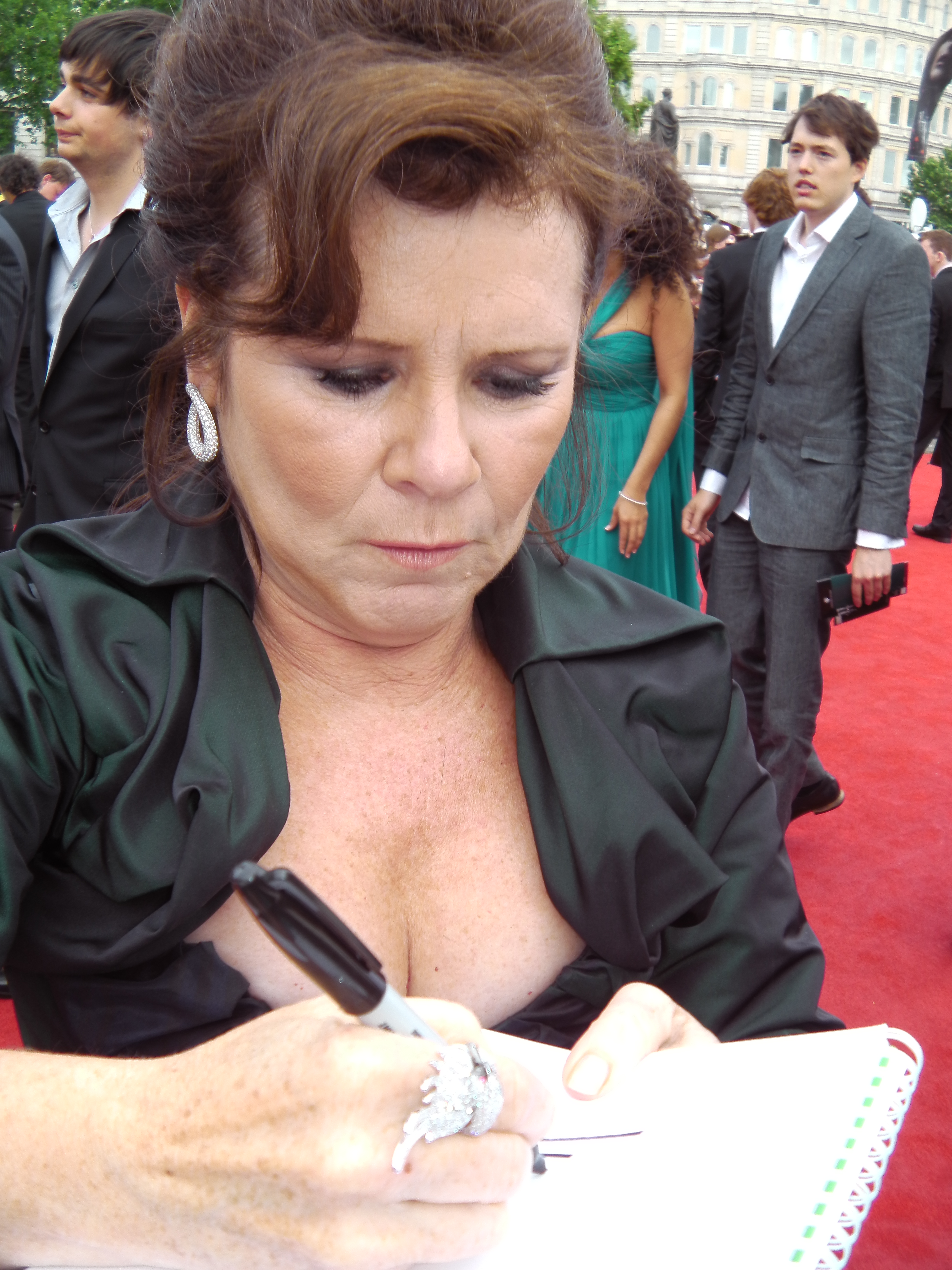
Imelda Staunton – vítězka v kategorii nejlepší herečka v hlavní roli

## Vítězové a nominovaní
Tučně jsou označeni vítězové.
| Nejlepší film | Nejlepší režisér |
| --- | --- |
| Letec - Hledání Země Nezemě - Vera Drake - Žena dvou tváří - Motocyklové deníky - Věčný svit neposkvrněné mysli                                                                                       | Mike Leigh – Vera Drake - Žena dvou tváří - Marc Forster – Hledání Země - Nezemě - Michel Gondry – Věčný svit neposkvrněné mysli - Michael Mann – Collateral - Martin Scorsese – Letec                     |
| Nejlepší herec v hlavní role | Nejlepší herečka v hlavní roli |
| Jamie Foxx – Ray - Johnny Depp – Hledání Země Nezemě - Leonardo DiCaprio – Letec - Jim Carrey – Věčný svit neposkvrněné mysli - Gael García Bernal – Motocyklové deníky                               | Imelda Staunton – Vera Drake - Žena dvou tváří - Kate Winslet – Věčný svit neposkvrněné mysli - Kate Winslet – Hledání Země Nezemě - Charlize Theron – Zrůda - Ziyi Zhang – Klan létajících dýk            |
| Nejlepší herec ve vedlejší roli | Nejlepší herečka ve vedlejší roli |
| Clive Owen – Na dotek - Alan Alda – Letec - Jamie Foxx – Collateral - Rodrigo de la Serna – Motocyklové deníky - Philip Davis – Vera Drake - Žena dvou tváří                                          | Cate Blanchett – Letec - Natalie Portman – Na dotek - Julie Christie – Hledání Země Nezemě - Heather Craney – Vera Drake - Žena dvou tváří - Meryl Streep – Manchurianský kandidát                         |
| Nejlepší původní scénář | Nejlepší adaptovaný scénář |
| Věčný svit neposkvrněné mysli – Charlie Kaufman, Michel Gondry a Pierre Bismuth - Letec – John Logan - Collateral – Stuart Beattle - Ray – James L. White - Vera Drake - Žena dvou tváří – Mike Leigh | Bokovka – Alexander Payne a Jim Taylor - Hledání Země Nezemě – David Magee - Motocyklové deníky – José Rivera - Slavíci v kleci – Christophe Barratier a Philippe Lopes-Curval - Na dotek – Patrick Marber |
| Nejlepší kamera | Nejlepší britský film |
| Collateral – Dion Beebe a Paul Cameron - Letec - Hledání Země Nezemě - Klan létajících dýk - Motocyklové deníky                                                                                       | Moje léto lásky - Boty mrtvého muže - Harry Potter a vězeň z Azkabanu - Soumrak mrtvých - Vera Drake - Žena dvou tváří                                                                                     |
| Nejlepší původní hudba | Nejlepší zvuk |
| Motocyklové deníky – Gustavo Santaolalla - Hledání Země Nezemě – Jan A. P. Kaczmarek - Letec – Howard Shore - Slavíci v kleci – Bruno Coulais - Ray – Craig Armstrong                                 | Ray - Collateral - Letec - Spider-Man 2 - Klan létajících dýk |
| Nejlepší produkční design | Nejlepší speciální efekty |
| Letec - Harry Potter a vězeň z Azkabanu - Vera Drake - Žena dvou tváří - Hledání Země Nezemě - Klan létajících dýk                                                                                    | Den poté - Harry Potter a vězeň z Azkabanu - Klan létajících dýk - Spider-Man 2 - Letec |
| Nejlepší kostýmní design | Nejlepší masky |
| Vera Drake - Žena dvou tváří - Letec - Kupec benátský - Klan létajících dýk - Hledání Země Nezemě | Letec - Harry Potter a vězeň z Azkabanu - Vera Drake - Žena dvou tváří - Hledání Země Nezemě - Klan létajících dýk                                                                                         |
| Nejlepší střih | Nejlepší cizojazyčný film |
| Věčný svit neposkvrněné mysli - Letec - Collateral - Vera Drake - Žena dvou tváří - Klan létajících dýk                                                                                               | Motocyklové deníky - Špatná výchova - Slavíci v kleci - Klan létajících dýk - Příliš dlouhé zásnuby |
| Nejlepší krátký animovaný film | Nejlepší krátkometrážní film |
| Birthday Boy | Bankéř |